# Hieracium riofrioi
Hieracium riofrioi là một loài thực vật có hoa trong họ Cúc. Loài này được Pau & Font Quer mô tả khoa học đầu tiên.